# Biblioteca de la Văcărești
Biblioteca de la Văcărești a fost un așezământ cultural fondat de familia Mavrocordat, în secolul al XVIII-lea, în   cadrul Mânăstirii Văcărești. Catalogul bibliotecii a fost descoperit de savantul N. Iorga, care l-a publicat în Analele Academiei Române. 